# (500432) 2012 TG151
(500432) 2012 TG151 es un asteroide perteneciente al cinturón de asteroides, descubierto el 13 de octubre de 2001 por el equipo del Spacewatch desde el Observatorio Nacional de Kitt Peak, Arizona, Estados Unidos.

## Designación y nombre
Designado provisionalmente como 2012 TG151.

## Características orbitales
2012 TG151 está situado a una distancia media del Sol de 3,094 ua, pudiendo alejarse hasta 3,773 ua y acercarse hasta 2,415 ua. Su excentricidad es 0,219 y la inclinación orbital 2,358 grados. Emplea 1988,50 días en completar una órbita alrededor del Sol.
Los próximos acercamientos a la órbita de Júpiter se producirán el 16 de abril de 2064, el 16 de marzo de 2074 y el 17 de enero de 2125, entre otros.

## Características físicas
La magnitud absoluta de 2012 TG151 es 16,9.